# Clavaria
Clavaria là một chi nấm thuộc họ Clavariaceae trong bộ Agaricales. Các loài thuộc chi này có đặc điểm hình dáng bề ngoài dạng trụ, mọc thành cụm dạng giống như san hô. Chi Clavaria đều sinh sống và phát triển trên cạn.

## Danh sách loài
Tính đến tháng tháng 8 năm 2015, Index Fungorum thống kê được 175 loài rải rác toàn cầu thuộc chi Clavaria. Trong đó, có khoảng 15 loài từ châu Âu, 18 loài từ New Zealand do Ron Petersen miêu tả khoa học vào năm 1988, 28 loài khác được phát hiện trên toàn thế giới năm 2008.
- Clavaria acuta
- Clavaria afrolutea – Cameroon[6]

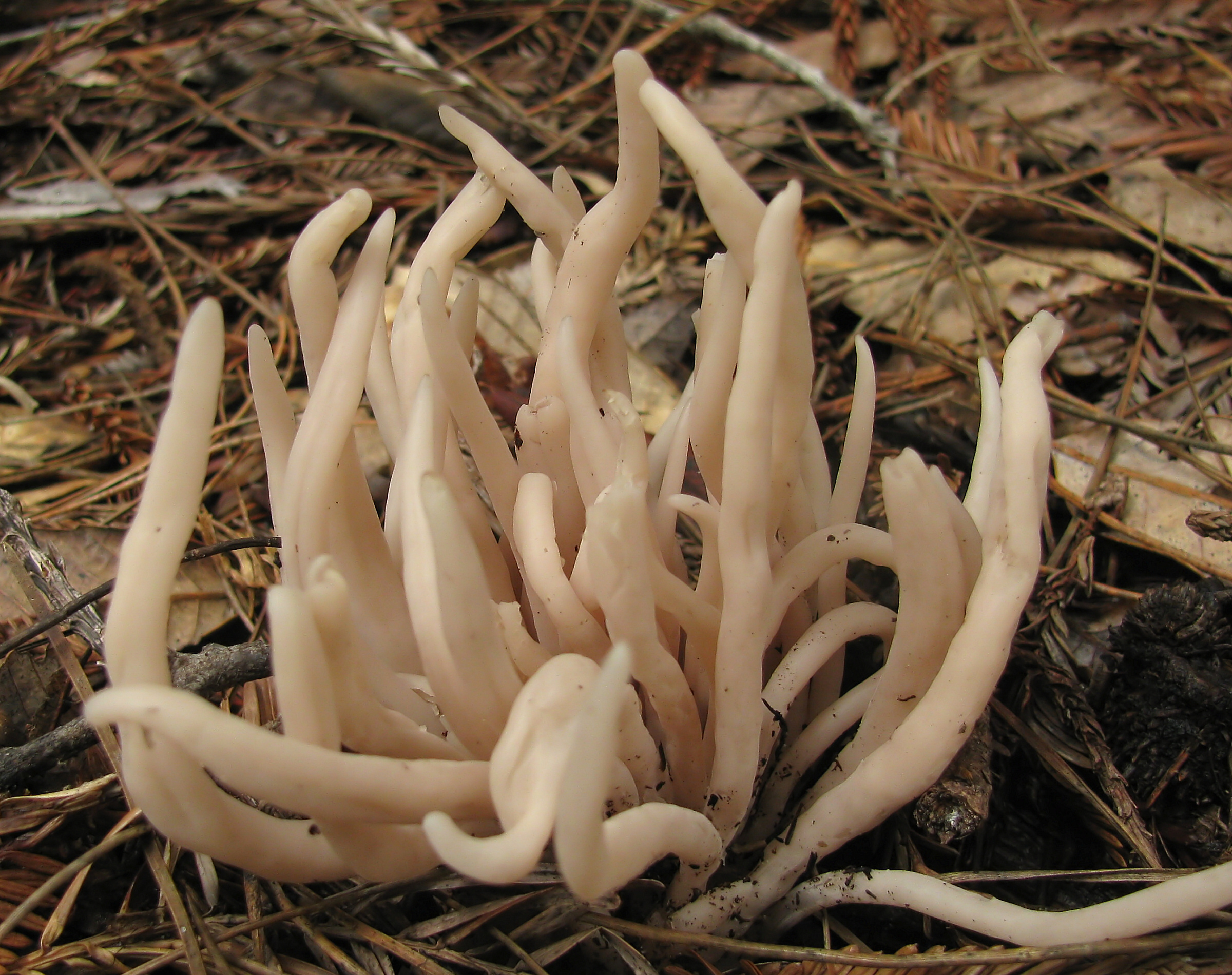
Clavaria fumosa

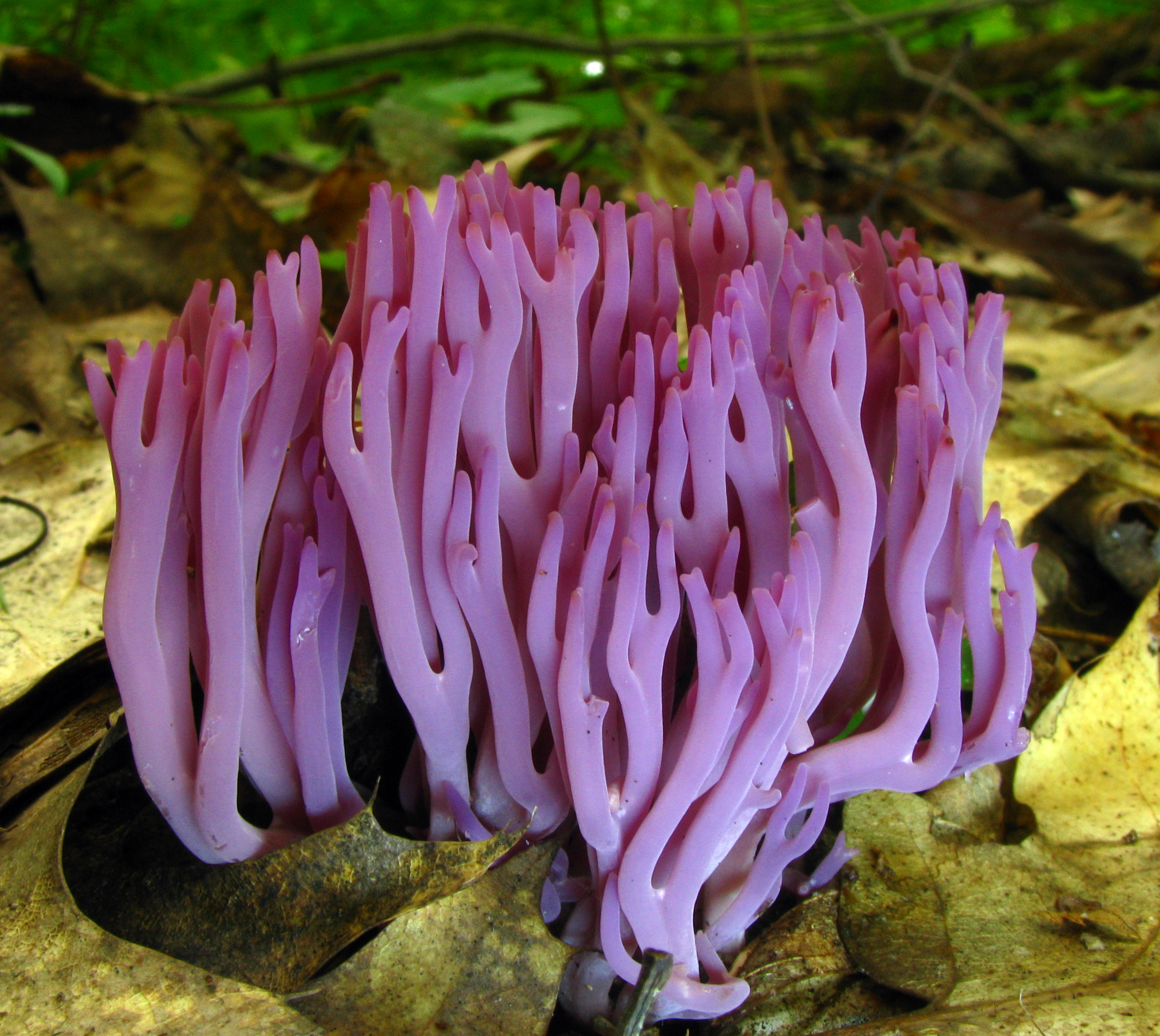
Clavaria zollingeri

- Clavaria alboglobospora – New Zealand[4]
- Clavaria amoena – New Zealand[4]
- Clavaria ardosiaca
- Clavaria argillacea
- Clavaria asperulispora – châu Âu[7]
- Clavaria atroumbrina – châu Âu[7]
- Clavaria cupreicolor – New Zealand[4]
- Clavaria echinobrevispora – New Zealand[4]
- Clavaria echinonivosa – New Zealand[4]
- Clavaria echino-olivacea – New Zealand[4]
- Clavaria flavopurpurea – New Zealand[4]
- Clavaria fragilis

Danh pháp đồng nghĩa với Clavaria vermicularis. Tên gọi thông thường: "fairy fingers" (ngón tay thiên thần), đây là loài thuộc chi Clavaria phổ biến nhất ở Bắc Mỹ.
- Clavaria flavostellifera[10]
- Clavaria fumosa
- Clavaria greletii – châu Âu[7]
- Clavaria megaspinosa – New Zealand[4]
- Clavaria mima – New Zealand[4]
- Clavaria musculospinosa – New Zealand[4]
- Clavaria novozealandica – New Zealand[4]
- Clavaria plumbeoargillacea – New Zealand[4]
- Clavaria redoleoalii – New Zealand[4]
- Clavaria rosea
- Clavaria roseoviolacea – New Zealand[4]
- Clavaria salentina – Ý[11]
- Clavaria stellifera – Hà Lan và Bỉ[12]
- Clavaria subsordida – New Zealand[4]
- Clavaria tuberculospora – New Zealand[4]
- Clavaria versatilis – Úc
- Clavaria ypsilonidia – New Zealand[4]
- Clavaria zollingeri